# Islam a la Xina
L'islam a la Xina (xinès: 伊斯兰教, pinyin yīsīlán jiào, "ensenyament de l'islam") hi va arribar, segons la tradició, l'any 650 quan Sad ibn Abi-Waqqàs va ser enviat pel califa Uthman com a representant davant l'emperador Tang Gaozong. Actualment s'estima que el nombre de musulmans xinesos supera els 20 milions de persones. Amb l'arribada del comunisme als anys 50, l'islam així com totes les altres religions van ser combatudes fins a ser completament prohibides durant la Revolució Cultural dels anys 1966-1976.
Quan Deng Xiaoping va obtenir el poder es va establir gradualment un sistema de llibertats sota control: l'islam és administrat per l'Associació Islàmica de la Xina, una associació estatal a la qual tots els musulmans han d'afiliar-se.
Els musulmans de la Xina (al-Sin) pertanyen a diverses ètnies; hi ha els hui, és a dir han de confessió musulmana; que es troben per tot el territori de la República Xinesa, però principalment al nord-oest del país i a la costa, al Henan i al Yunnan; una altra porció de la població musulmana es troba al Xinjiang, aquests musulmans no són hans sinó d'origen turc (uigurs, kazakhs, kirguís, tàrtars…) i de Mongòlia (Dongxiang). Reconeixent la importància estratègica de Xinjiang, el govern xinès ha dotat a la província amb un estatut d'autonomia que deixa força llibertat per a practicar l'islam (educació religiosa emmarcada, peregrinació a la Meca, construcció de mesquites, etc) sempre que tot passi per l'Associació Islàmica de la Xina. En el seu informe del 2008, Human Rights Watch critica fortament la repressió de l'estat i el control de la pràctica religiosa dels uigurs.

## Història

### La ruta de la seda
Les primeres relacions entre la Xina i l'Àsia occidental foren comercials, sobretot el comerç de la seda (vegeu Ruta de la Seda). Les exportacions xineses no les feien inicialment els mateixos xinesos sinó, en general, els Kök Türks (en xinès Tu-chüeh) i els indoeuropeus de la conca del riu Tarim (sogdians, khotanesos, i alguns altres). La seda es venia als sassànides i als romans d'Orient. Al final del segle vi els Turcs Occidentals dirigits pel kaghan o yabghu Istemi (Silzibul segons l'historiador romà d'Orient Menandre Protector) i després del seu fill Tardu (xinès Ta-t'u) van voler evitar la intermediació dels perses i van intentar tractar directament amb l'Imperi Romà d'Orient.

### Llegendes
La tradició diu que l'islam va arribar a la Xina per terra, per diversos enviats del califa, i per l'intercanvi de tres mil soldats àrabs i xinesos a causa d'una proposta de l'emperador Tai-tsung (629-649). S'ha d'acollir això amb cautela. El document primer que s'hi refereix és una inscripció a la mesquita de Singafu Ch'ang-an fu, després Hsian-fu), la capital de la dinastia Tang, anomenada a les fonts musulmanes com Khumdan; l'estela relata la construcció de la mesquita el 742 però la tradició ho remunta al regnat de Kao-tsu Wen-tsi de la dinastia Sui que com que va regnar del 581 al 604 (o sigui abans de l'islam) no té cap veracitat. A les fonts xineses s'anomena als musulmans com ta-shih (que vol dir tadjik) derivat del persa antic tadjik (modern tazi) al seu torn derivada del siríac tay yayi (que vol dir "àrabs de la tribu de Tayyi"). No fou fins molt més tard que es va anomenar tadjiks als habitants del nord-est de Pèrsia.

### Les fonts àrabs
Els geògrafs àrabs i musulmans coneixen malament la Xina. No cal esmentar les nombroses descripcions que mostren un desconeixement del detall i un coneixement limitat del conjunt, bàsicament de la Xina del sud. Ibn Khurradabhbah divideix el món em quatre continents: Europa (Arufa), Àfrica (Lubiya), Etiòpia (Ithyufiya) i Iskituya; la Xina quedava inclosa a Etiòpia junt amb la Tihama, Iemen, Sind i Índia; Iskituya abraçava Armènia, Khurasan, i les terres dels turcs i dels khàzars. Els Hudud al-alam són les primeres fonts musulmanes que parlen de la Xina i del Tibet de manera una mica detallada. Gardizi diu que al seu temps hi havia nombrosos reis a la Xina, sent el principal el de Faghfur; el maniqueisme és considerat la principal religió. Setanta anys després de Gardizi, el geògraf Marwazi dona detalls etnogràfics i comercials. La ruta del corredor de Kansu fou la principal utilitzada pels contactes entre musulmans i xinesos fins al període mongol quan es va imposar una ruta més al nord per Karakorum.

### Dinastia Song
Durant la dinastia Song (al nord 960-1127, al sud 1127-1279) es comença a parlar de mercenaris musulmans. El 1070 l'emperador Shen-tsung va convidar a 5.300 joves musulmans de Bukharà manats per Amir Syayyid (en xinès So-fei-er) que l'havien ajudat en la lluita contra els Liao o Kitan ara instal·lats al nord-est de la Xina, a establir-se al territori imperial de la Xina; el cap musulmà va rebre un títol honorífic i es van instal·lar al nord-est, a les regions devastades, entre la capital Song, Kaifeng, i Yenking (moderna Beijing/Pequín) per fer de fre als liaos. El 1080 uns deu mil musulmans més es van unir a So-fei-er. Els musulmans es van instal·lar a les províncies del nord i nord-est, principalment a Shantung (Shandong), Honan (Henan), Anhwei (Anhui), Hupei (Hubei) i Shensi (Shanxi) a les regions entre els xinesos i els nòmades. Aquestos xinesos van participar com a comerciants al tràfic de la ruta de la seda col·laborant amb xinesos, kitan, tibetans i tanguts. L'islam s'anomenava llavors Da-shi-Guo (L'estat d'Aràbia) o Da-shi-fa (la religió o la llei de l'islam) i va introduir la paraula Hui-Hui Jiao (La religió del doble retorn) i aquest nom fou aviat acceptat per xinesos, kitans, mongols i turcs.

### Els mongols
Els mongols van arribar a la Xina a la segona meitat del segle xiii i van fundar la dinastia Yuan amb Kubilay Khan (1260-1294) net de Genguis Kan. Molts dels seus soldats eren musulmans; almenys dos dels tres comandants militars regionals mongols eren àrabs: Amir Sayyid Po-yen (1235-1294) i Amir Sayyid Ajall Shams al-Din Umar (1211-1279). Milers de musulmans foren alts funcionaris del govern central i a les províncies. Kubilay Khan va declarar als musulmans els segons en rang de l'imperi després dels mateixos mongols (molts dels quals eren musulmans). Un dels comandants més destacats, Amir Sayyid Ajall Shams al-Din Umar, era de Bukharà i sàyyid (descendent del Profeta) i va rebre el títol de Si-tien-ch'e; Kubilai el va nomenar governador de Yunnan (1273-1279) on va morir i fou enterrat, i a la seva tomba, descoberta a l'inici del segle xx per una expedició francesa, hi ha diverses inscripcions; una segona tomba musulmana s'ha trobat a Chang'an, corresponent a un altre governador no identificat. El fill d'Umar, Nasir al-Din, que havia estat governador de Shanxi, i va succeir al seu pare a Yunnan, va afavorir l'islam que es va difondre especialment en aquesta regió; a la seva mort el 1292 el va succeir el seu germà Husayn. Altres fills i nets d'Amir Sayyid Ajall Shams al-Din Umar van ocupar altes posicions al govern mongol de la Xina; el seu descendent més notable fou el savi Ma-chu (vers 1630-1710) que va restaurar la tomba del seu ancestre (segons una inscripció). L'islam va progressar notablement a la Xina sota la dinastia Yuan; hi havia colònies comercials a les ciutats costaneres i se sap de notables enginyers, metges, tècnics, transportistes, navegants, agricultors i artesans.
Al final del segle xiv, al final del domini mongol, hi havia uns quatre milions de musulmans a la Xina i eren la minoria més important del país; estaven presents a tots els àmbits de la vida política, econòmica i militar. Alguns caps musulmans es van comportar de manera arrogant sense entendre la mentalitat xinesa confucianista; Marco Polo esmenta la tirania d'un comandant musulmà de nom Àhmad, que gaudia del favor del kan (i ho aprofitava) però que fou mort després de 22 anys durant una revolta dels xinesos.

### Dinastia Ming
Sota la dinastia Ming (1368-1644) l'islam va canviar la seva posició; encara que les seves llibertats econòmiques, socials i religioses es van mantenir al començament, progressivament la dinastia va repoblar les zones musulmanes amb emigrants xinesos fins a assegurar que aquests fossin majoria; els hàbits dels musulmans, alimentaris, de costums com el matrimoni, els vestits, la parla, etc. van ser prohibides; van haver d'adoptar noms xinesos i foren forçats sovint a casar-se amb xinesos. Progressivament els musulmans van passar a ser considerats xinesos de religió musulmana. Però la resistència a l'absorció va produir un sincretisme que va donar origen a la nació hui tal com la coneixem avui dia; una minoria nacional amb caràcter ètnic diferenciat dels xinesos. Al final de la dinastia Ming la població musulmana havia augmentat. Llavors va arribar la dinastia Manxú o Ching (1616/1644-1912) que fou bel·ligerant contra els musulmans. Durant l'època ming alguns musulmans van actuar externament com a xinesos però en privat com a musulmans; aquests musulmans són els que avui dia s'anomenen els gedimu (antics, de l'àrab al-kadim). Fou durant els ming que van penetrar les ordes sufís com la Nakshbandiyya (procedent de l'Àsia central via Sinkiang) que va acabar sent la confraria principal de la Xina.
Els musulmans fidels als ming es van revoltar en diversos llocs a la meitat del segle xvii. Destaca la revolta de Ting Kuo-tung al Kansu (1648) que només va durar un any i va acabar amb la destrucció de centenars de pobles hui i la mort de milers de hui i de xinesos. Sota els manxús es va produir un moviment de renaixença (tajdid) que va fundar un savi del segle xviii, Ma Ming-hsin (moderna grafia Ma Mingxin); va retornar a la Xina el 1761 procedent de l'Orient Mitjà impregnat d'idees revitalitzadores el grup fou conegut com els Hsin chia (nova grafia Xin Jiao que vol dir "Nou Ensenyament"), i va introduir noves formes en el culte, com la lectura en veu alta i la declamació de l'Alcorà que va donar nom a la confraria dels Jahriyya, en oposició a la dels Khufya que practicaven la lectura silenciosa del llibre sagrat; finalment aquestes idees foren en part a l'origen de les revoltes uns anys després. Les revoltes musulmanes foren una característica de la dinastia manxú. Les més importants foren les del segle xix quan els musulmans van arribar a crear estats i van posar en lluita el nord-oest i el sud-oest de la Xina. Tu Wen-hsiu (moderna grafia Du Wenxiu) es va proclamar sultà de Dali (Yunnan) amb el nom de Sultan Sulayman i va dominar quasi tota la província, per acabar derrotat el 1872 després de 17 anys de conflicte, saldat amb la mort de més d'un milió de musulmans panthays (el nom dels musulmans del Yunnan). Ma Hua-lung al Kansu, i Muhammad Yakub Beg a Khasghar (Sinkiang/Xinjiang) que van dirigir altres estats musulmans, van acabar també derrotats. Tant Ma Hua-lung com Tu Wen-hsiu eren adeptes del Xin Jiao.

## Els hui avui
La república xinesa va suposar uns anys d'anarquia que van aprofitar els musulmans per viure amb més autonomia o per crear estats autònoms al Sinkiang.
Després de perdre la Xina continental a la Guerra Civil xinesa, uns 3.000 soldats del Guomindang es van retirar a Birmània i van continuar llançant atacs guerrillers al sud de la Xina durant la insurrecció islàmica i la campanya a la frontera entre Xina i Birmània. Al seu líder, Li Mi, el govern de la República de Corea va pagar un sou i li va rebre el títol nominal de governador de Yunnan. Al principi van rebre suport dels EUA i l'Agència Central d'Intel·ligència els va proporcionar ajuda militar. Després que el govern birmà va apel·lar a les Nacions Unides el 1953, els EUA van començar a pressionar la República de Corea perquè retirés els seus homes. A finals de 1954 gairebé 6.000 soldats havien abandonat Birmània i Li va declarar el seu exèrcit dissolt.
El 1949 la república popular de la Xina va reconèixer als hui com a minoria nacional. Als anys cinquanta, durant l'anomenat "Gran Salt Endavant", i a la dècada següent durant la "Revolució Cultural" els musulmans foren força maltractats, encara que a nivell similar a altres grups. Les terres pel manteniment del culte (wakf) foren confiscades i les mesquites destruïdes (a tota Xina només en va quedar una, a Pequín); els musulmans van ser adoctrinats en el marxisme; algun pobles musulmans foren atacats per tropes regulars xineses; però a la pujada al poder de Deng Xiao-ping el 1979 la política es va canviar; els musulmans van poder fer el pelegrinatge en nombre important i delegacions musulmanes foren acollides a la Xina. Es van obrir noves mesquites tant a Pekín com (en petit nombre) al país hui; la mesquita principal i més antiga és la de Nin Jie o del carrer Ox. El renaixement del culte i les tradicions és present arreu (1995) però l'adopció de posicions radicals entre els musulmans uigurs i altres del Sinkiang ha fet revisar la política per por del contagi.